# Pradolina
Pradolina (nemško Urstromtal) je vrsta široke ledeniške doline, na primer v severni Srednji Evropi, ki se je pojavila v času poledenitve v pleistocenu ali posameznih ledenih obdobjih te ledene dobe na robu skandinavskega ledenega ščita in so jo oblikovali staljeni tokovi rek, ki so bili bolj ali manj vzporedni z ledenim pokrovom ali ob njem. Izraz Urstromtal je nemški in pomeni 'starodavno dolino reke' (pradolino). Čeprav se pogosto prevaja kot 'ledeniška dolina', je ne smemo zamenjati z dolino, ki jo je izklesal ledenik. Natančneje jo nekateri viri imenujejo 'dolina staljene vode' ali 'obrobna ledeniška dolina'.

## Pojav in struktura
Pomembno za nastanek pradoline je dejstvo, da se splošna lega površine na severnonemškem nižavju in na Poljskem nagiba navzdol od juga proti severu. Zato je Baltiški ščit, ki je napredoval iz Skandinavije, tekel v dvigajoči teren. Staljene vode bi zato lahko tekle le kratko proti jugu čez sandurje (prodnate ravnice, peščene naplavine), preden bi lahko našli pot do bazena Severnega morja, ki je bilo vzporedno z ledenim pokrovom. Takrat je bilo območje, ki je zdaj Severno morje, suho zaradi nizke ravni morja.
Kot elementi ledeniške serije so pradoline medsebojno povezane s peščenimi površinami na dolgih odsekih vzdolž njihovih severnih robov. Bile so nad temi prelivnimi ravnicami, da so se staljene vode zlivale vanje. So relativno enakomerno sestavljene iz peskov in proda; velikost zrn se lahko precej razlikuje. Fin pesek prevladuje predvsem v zgornjih predelih sedimentov. Debelina sedimenta se zelo razlikuje, vendar je večinoma debela več kot deset metrov.
Pradolina ima široko in zelo ravno dolinsko dna, ki je široko med 1,5 in 20 kilometrov. Brežine doline so, nasprotno, le nekaj do nekaj deset metrov visoke. Dno in robovi so se lahko bistveno spremenili z mlajšimi procesi, zlasti z odmrzovanjem mrtvih ledenih blokov ali kopičenjem peščenih sipin. V postledniškem obdobju so mnoge pradoline postale barja zaradi nizke lege in visoke podtalnice.

## Pradoline v Srednji Europi
V Srednji Evropi je nekaj pradolin iz raznih obdobij. 
- pradolina Wroclaw-Magdeburg-Bremen; (Poljska, Nemčija); nastala med poledenitvijo Saale
- pradolina Glogau-Baruth; (Poljska, Nemčija); nastala med obdobjem Weichsel
- pradolina Varšava-Berlin; (Poljska, Nemčija); nastala med obdobjem Weichsel
- pradolina Thorn-Eberswalde; (Poljska, Nemčija); nastala med obdobjem Weichsel
- pradolina Laba, izraz se nanaša na dolino Labe na višini Genthina do izliva Elbe pri Cuxhavnu. Weichselijske ledeniške doline zaporedoma tečejo skozi to dolino proti bazenu Severnega morja.
- pradolina Rena za dolino Rena od Dusseldorfa do ustja v Severnem morju je sporen. Ren je bil nedvomno pot za staljeno vodo med poledenitvijo Saale. Struktura doline je precej starejša in jo je oblikovala nedavna tektonika.
- V alpski coni poledenitve srednje Evrope se termin pradolina ne uporablja. V tej regiji sta Donava in občasno Ren nosila staljeno vodo.

Nekateri deli omenjenih glavnih dolin so dobili lastna imena. Pradolini Lusatian in Aller sta del pradoline Breslau-Magdeburg-Bremen. Baruth, Berlin in Eberswalde so običajna kratka imena za pripadajoče dele pradolin v Brandenburgu.
Poleg velikih glavnih dolin so tudi številne manjše doline. Njihovi pojavi so podobni velikim pradolinam, vendar so precej krajši. Prav tako niso povezane s sandurji in čelno moreno.
Pradoline iz srednje Evrope (zlasti Poljska, Nemčija in Danska) so bile neposredno povezane s Severnoatlantskim oceanom, prek reke Kanal, med pleistocensko maksimalno poledenitvijo, tj. ob sotočju britanskega in fenokandijskega ledenega ščita v vmesnem Severnem morju.

## Značilnosti
Pradolina se ne sme zamenjati z tunelsko dolino. Slednja je oblikovana pod, ne pred maso ledu. Poleg tega večina tunelskih dolin teče od severa do juga. Glavna smer pradolin je od vzhoda proti zahodu. Danes pradoline le delno uporabljajo reke, ker je večina našla krajše poti do morja (kot sta Odra in Visla). Ravna korita pradolin med rekami so bila uporabljena za kanale zaradi nizkega padca, na primer za kanal Elba-Havel ali kanal Odra-Havel.
Ker se površina v Severni Ameriki in na ruski ravnini nagne proti jugu, pradoline v ledeni dobi niso nastale. Reka Misisipi in njeni pritoki so odnesli staljene vode severnoameriškega ledenega ščita. V vzhodni Evropi so staljeni tokovi odtekali po porečjih Dnepra, Dona in Volge.
Pradoline, ne glede na to ali so peščen ali barjanske, so predstavljale precejšnje ovire za gibanje v srednjem veku. Posledično so se trgovske poti združevale na točkah, kjer se je dolina lahko preprosto prečkala. Tako so nastala priljubljena mesta za gradnjo mest ali gradov. Primeri nemške zvezne dežele Brandenburg so Berlin, Fürstenwalde, Luckenwalde in Baruth / Mark ter iz Spodnje Saške mesto Vorsfelde in grad Wolfsburg.